# 루마니아의 안
부르봉파르마의 아나(프랑스어: Anne de Bourbon-Parme, 루마니아어: Ana de Bourbon-Parma 아나 데 부르본파르마[*], 1923년 9월 18일 ~ 2016년 8월 1일)는 파르마 공국의 마지막 군주였던 파르마 공작 로베르토 1세의 7번째 아들 부르봉파르마의 르네와 덴마크 공주 마르가레트 사이에서 태어난 딸로서, 퇴위당한 루마니아 왕국의 군주 미하이 1세와 결혼하여, 명목상의 첫 루마니아 왕비가 되었다. 그녀의 고모는 오스트리아의 황후 부르봉파르마의 치타이다.

## 자녀
그녀는 미하이와의 사이에서 다섯 명의 딸을 낳았다. 현재 루마니아 왕족 중에선 왕위를 승계할 남성이 없어서, 장녀인 마르가레타가 2017년 미하이 전 국왕 사후 명목상의 루마니아 왕위를 계승했다.
|  | 이름                  | 생일                   | 사망 | 기타                      |
|  | --------------------- | ---------------------- | ---- | ------------------------- |
|  | 루마니아의 마르가레타 | 1949년 3월 26일(76세)  | 생존 | 자녀 없음                 |
|  | 루마니아 공주 엘레나  | 1950년 11월 15일(74세) | 생존 | 1남 1녀                   |
|  | 루마니아 공주 이리나  | 1953년 2월 28일(72세)  | 생존 | 1남 1녀, 왕위 계승권 박탈 |
|  | 루마니아 공주 소피아  | 1957년 10월 29일(67세) | 생존 | 1녀                       |
|  | 루마니아 공주 마리아  | 1964년 7월 13일(61세)  | 생존 | 자녀 없음                 |